# Marqueteria

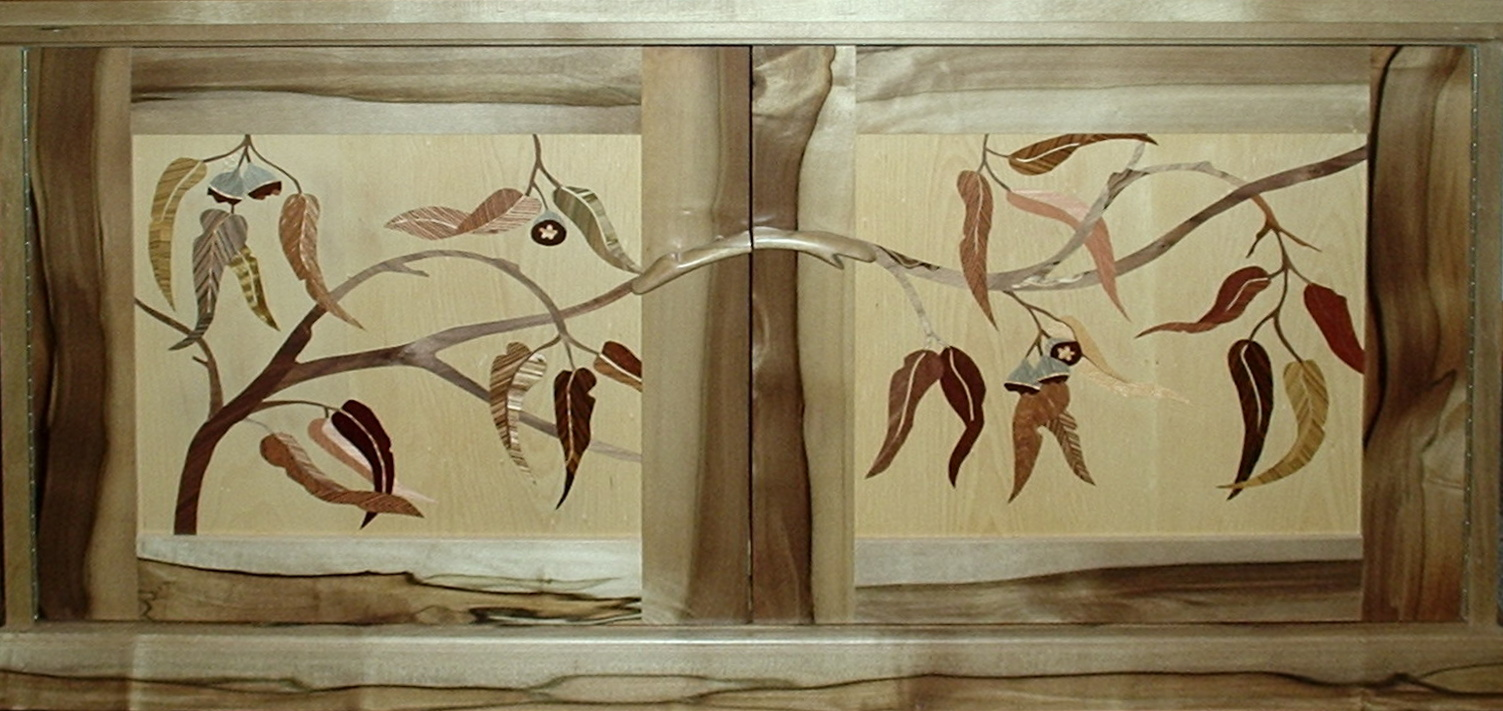
Treball de marqueteria en un escriptori

La marqueteria és l'antic art de l'aplicació de petites peces de diferents materials, principalment fusta, en una estructura més gran amb la intenció de formar motius ornamentals. A causa de la gran varietat de tonalitats i textures de les diferents fustes, amb la marqueteria es pot realitzar qualsevol tipus de composició pictòrica.
Es pot aplicar a sobre de taules, marcs, joies o mobiliari, entre d'altres. Actualment experimenta una renovació conservant la tècnica antiga, però adaptant-se als dissenys més moderns.

## Història
Podem datar l'ús primari de xapes de fusta amb fins decoratius en l'antic Egipte. Els egipcis estaven familiaritzats amb mobiliari que incorporar seccions fines de fustes i materials semi precioses formant en motius geomètrics. La definició entre marqueteria sovint engendren confusió. Tota marqueteria pot ser descrita com l'embotit, ja que cada component individual es pot dir que és incrustat en un altre. Per contra, el veritable embotit no es pot definir com marqueteria.
Podem trobar diferents fonts antigues com l'Odissea d'Homer, on parlen sobre aquest treball de la fusta:
| «                       | "Dona, aquesta paraula que has dit és dolorosa per al meu cor. Qui m'ha posat el llit en un altre lloc? Seria difícil fins i tot per a un molt hàbil si no vingués un déu en persona i el posés fàcilment en un altre lloc; que dels homes, cap mortal vivent, ni encara en la flor de l'edat, el canviaria fàcilment, doncs hi ha un senyal en el llit llaurat, i el vaig construir jo i ningú més. Havia crescut dins del pati un tronc d'olivera d'extenses fulles, robust i florit, ample com una columna. Vaig edificar el dormitori entorn d'ell, fins a acabar-lo, amb pedres espesses, i el vaig cobrir bé amb un sostre i li vaig afegir portes ben ajustades, hàbilment travades. Va ser llavors quan vaig tallar el fullatge de l'olivera d'extenses fulles; vaig començar a podar el tronc des de l'arrel, el vaig polir bé i hàbilment amb el bronze i el vaig igualar amb la plomada, convertint-lo en el peu del llit, i després el vaig perforar tot amb el filaberquí. Començant per aquí el vaig polir, fins a acabar-lo, el vaig adornar amb or, plata i ivori i vaig tensar unes corretges de pell de bou que brillaven de porpra". | » |
| — L'Odissea, cant XXIII | |   |

Podem trobar escrit pel naturalista romà Plini el Vell. A partir d'aquest text podem observar, que els romans no sols produïen mobiliari xapat, sinó que també efectuaven efectes d'imitació de la fusta.
| «               | "La fusta de faig és fàcilment manipulable, tallada en fines capes de xapa, és molt flexible, però només s'utilitza per a la construcció de caixes i pupitres. La fusta de roure permet tallar xapes de notable primesa, el color del qual està lluny d'aspecte desagradable. Les millors fustes per al tall en capes són l'om, les varietats d'auró, palmell, grèvol, arrel vella i l'àlber. Amb la finalitat d'aprofitar més l'arbre per a la seva venda, es creen làmies de xapades; a continuació, després de tot això, l'home ha d'anar a buscar els seus materials en el mar. A aquest efecte, ha après a tallar la closca de tortuga en làmines; i de nit, i en el regnat de Neró, es va dissenyar una monstruosa invenció de destruir la seva aparença natural amb la pintura, que es venen a un preu més alt per l'èxit d'imitar la fusta". | » |
| — Plini el Vell | |   |

Posteriorment a la caiguda de l'imperi Romà, la utilitat d'aquesta tècnica artística disminuirà fins al segle xiv. Durant l'edat mitjana els principals centres de producció es van centrar a Itàlia, on es portava de moda la utilització d'elements geomètrics en blanc i negre, utilitzant materials com l'os, l'ivori i el nacre sobre fustes. No va ser fins al segle xv que van poder tenyir les fustes. Giovanni de Verona va ser un dels primers artesans a obtenir fustes tenyides a partir de la cocció de certs vegetals en oli.

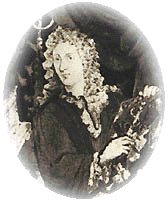
Andre Charles Boulle

Al llarg del segle xvi la marqueteria ira augmentant el seu ús en tot Europa, principalment Alemanya, França i Anglaterra, gràcies a la disponibilitat de fustes exòtiques. Durant aquest segle es va ideari i utilitzar el mètode de marqueteria en bloc, que consistia en cran elements geomètrics a força d'encolar llistons de diferents fustes, aquests llistons es tallaven i donaven com a resultat elements geomètrics iguals. Aquest mètode va permetre que el temps de manufactura fos més ràpid.
A partir del segle xvii, la marqueteria agafaria una gran importància a França, on s'establiran grans ebenistes com André Charles Boulle, qui va inventar un procediment de peça i contrapeça, que consistia a incrustar materials com el nacre, carei, cuir o materials metàl·lics com l'estany en la fusta. A principi de segle els ebenistes francesos es van beneficiar de les tècniques del lacat i l'envernissat.
Gràcies a l'obertura del mercat a finals del segle xvii, s'amplià la gran varietat de materials a utilitzar en la marqueteria.

## Tècniques

### Embotit
Les tècniques de treball són molt diferents depenent de l'època, país o material on es realitzessin. Potser podem trobar que la més antiga sigui l'embotit sobre fusta, tècnica d'origen egipci, que consistent a incidir sobre la superfície del moble uns buits, on s'embotien petites peces de diversos materials. Amb axó es busca un contrast cromàtic entre les diferents elements decoratius que normalment són de caràcter geomètric. S'utilitzaven enformadors, fulles o gúbies com a eines de tall. A vegades el que s'embotia no són petites peces, sinó sanefes que ocupen solament una part de l'espai decoratiu, que es polia perquè tant la decoració com el fons quedes a la mateixa altura, impedint que es desenganxi per fregamentació.

### Marqueteria en bloc
Aquesta tècnica consisteix en la realització d'un paquet polièdric, on la secció del qual aquest, dona el motiu decoratiu que hom vulgui col·locar sobre la superfície del moble. Aquest paquet es realitza encolant llistons de diferents materials, formes i colors, de manera que en la seva secció donin el motiu que volem realitzar, que sempre és geomètric. Una vegada confeccionat, es talla en làmines fines que col·locades unes al costat d'unes altres formen la decoració. De vegades, la marqueteria va pegada a tela, cuir o paper i aquests al seu torn a la fusta. Això es fa per què el suport de fusta té moviments de contracció i dilatació, i aquests materials permeten equilibrar les forces de contracció que fa la fusta.

### Element per element

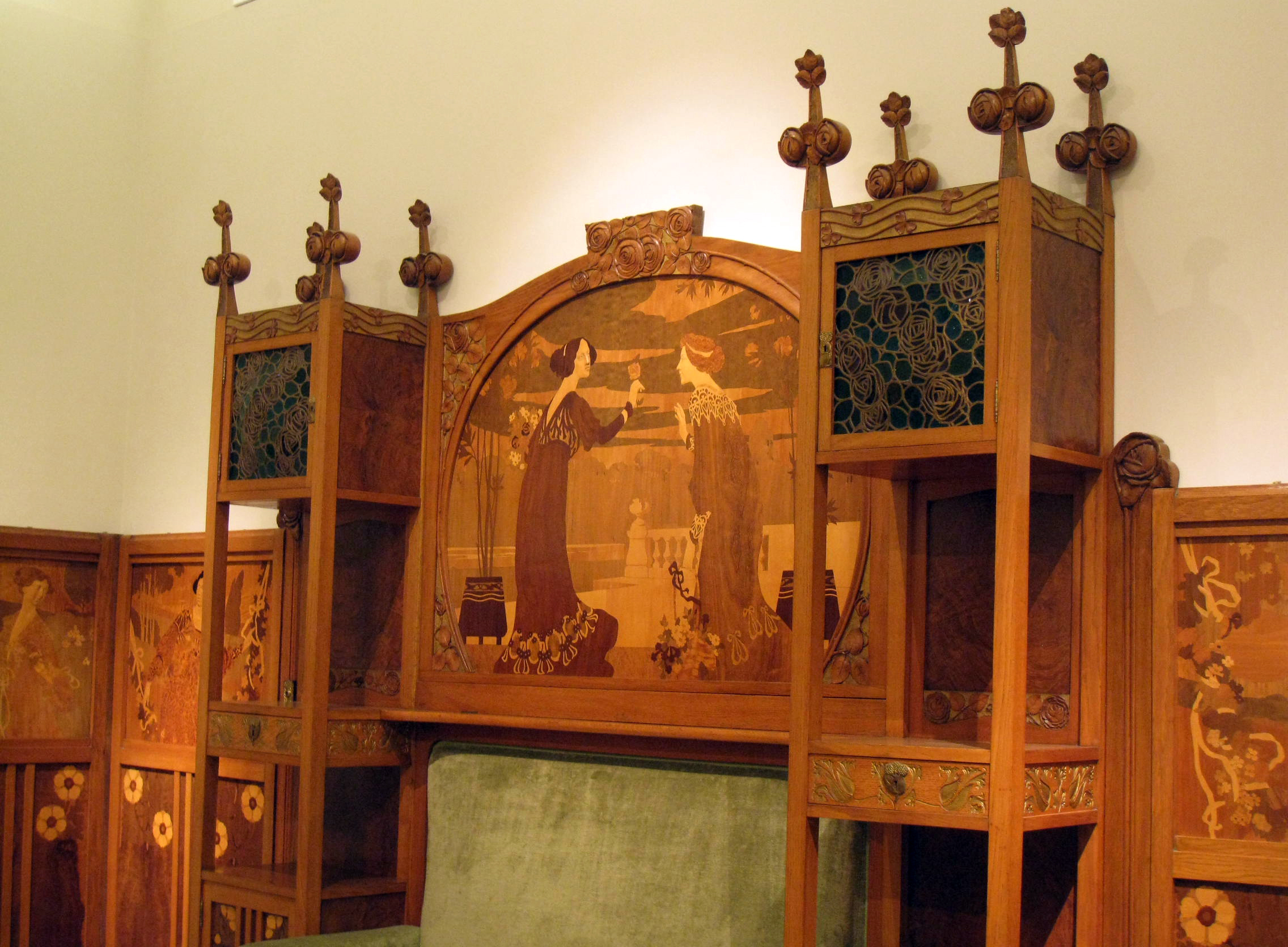
Sofà amb vitrines laterals i plafó de marqueteria, de Gaspar Homar.

A vegades podem trobar petits elements de la marqueteria tenyits, principalment en vermell o verd, que es realitzaven coent els pigments en aigua i amb olis i les zones més clares utilitzant fusta de com l'auró, i també podem trobar peces ebonizadas, amb un aspecte de color negre. L'ebonitzat s'aconseguia ficant en l'aigua xapes de fustes i deixant que es podrís. D'aquesta manera, la fusta sofria l'atac d'un fong que li produïa un canvi cromàtic. Les fustes quedaven febles i s'esquerdaven amb facilitat, per això solament s'usaven en xapa. Per ombrejar les fustes es torraven amb sorra calenta, això serveix també per ressaltar els petits detalls. Altres vegades l'ombreig es realitza tenyint les peces amb oli de sofre, aigua i arsènic.
Durant la segona meitat del segle xvii apareix un nou instrument de tall: la sageta, un arc de fusta que sosté molt tirant un petit fil de ferro dentat, que permet una major precisió i facilitat en el tall de línies corbes.
Els millors exemples que podem trobar d'aquesta marqueteria són holandesos i francesos.

### Part i contrapart

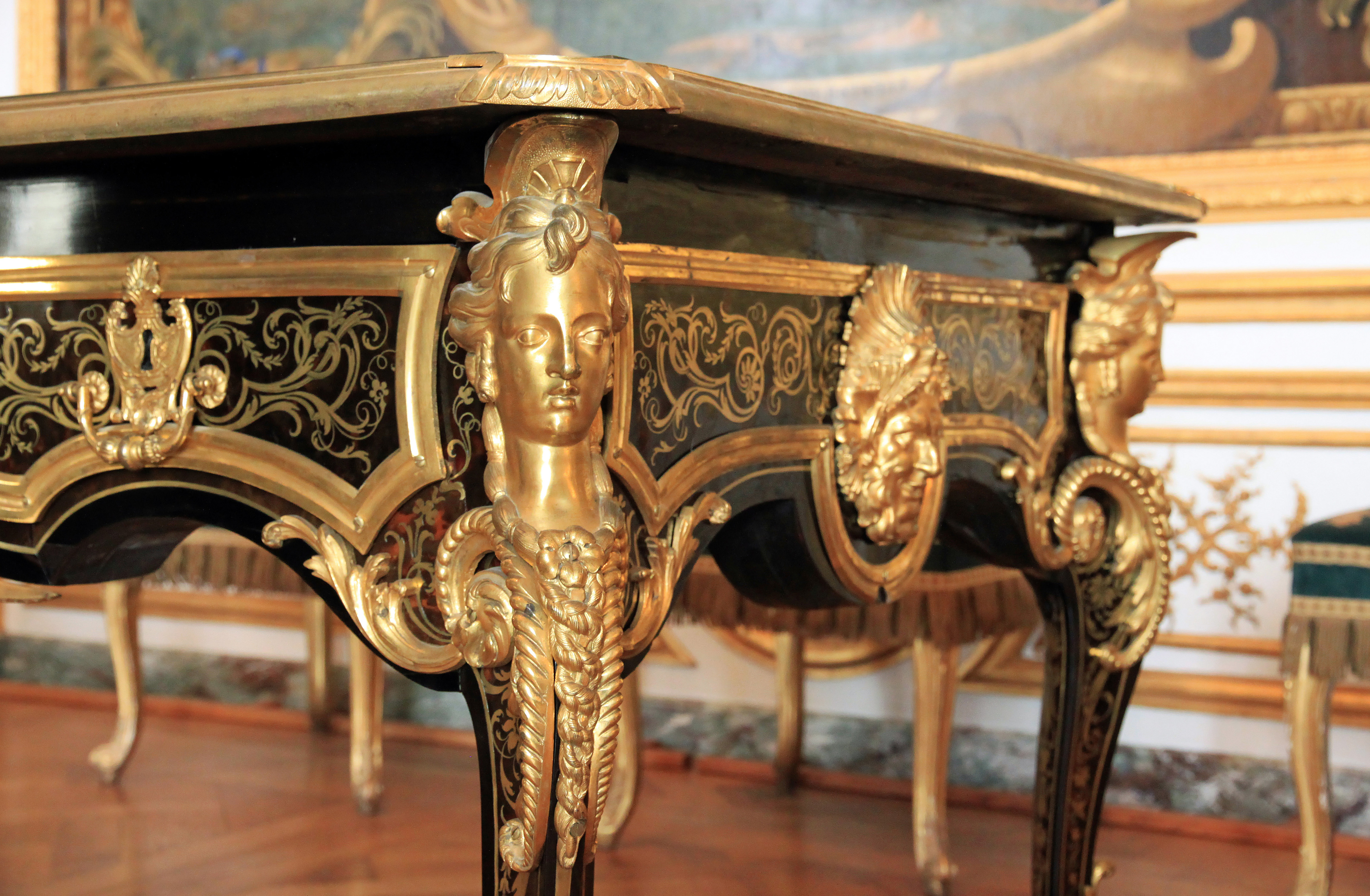
André Charles Boulle

Es diu axis a la marqueteria que es desenvolupa a partir del segle xvii. Normalment es realitza amb dues xapes de colors contrastats, col·locats un damunt de l'altre i que en retallar un únic motiu permeten crear un “positiu i negatiu”.
Al motiu que porta com a fons el material més preuat s'anomena primera part i al contrari contrapart. La més famosa d'aquest tipus de marqueteries són les realitzades per André Charles Boulle en la cort del rei Lluís XIV, amb la utilització de material com el carei i metalls, generalment llautó daurat o peltre.

## Materials

### Les xapes de fusta
Les xapes són làmines fines de fusta tallades amb finalitats decoratives, destinades a la creació de marqueteria o taracea, o per crear taulers. La utilització de xapes és una forma rendible i respectuosa de l'aprofitament de la fusta.
Les xapes decoratives s'obtenen actualment mitjançant un tall similar a la guillotina, encara que en l'antiguitat s'utilitzaven serres manuals.
Les xapes tallades es van apilant en paquets d'entre 16 a 32 làmines, seguint l'ordre del tallat. A les xapes se'ls pot atorgar dos valors, les de cara i les de creu, aquestes últimes tenen un valor més pobre. Aquestes làmines s'obtenen de la part del tronc de l'arbre. En alguns casos el tronc s'ha d'estovar mitjançant l'aplicació d'aigua calenta o evaporada.
El tallat de xapes amb serra es van anar millorant des del temps dels egipcis fins a principis del segle xix. Podia arribar a tallar xapes molt fines de fins a 3 mm. En totes les civilitzacions fins a l'època dels romans han tingut avenços tecnològic respecte a la creació de serres, que els va perpetra la millora en la creació d'aquestes xapes. En l'edat mitjana no es pot trobar una millora en el desenvolupament de les serres, i no és fins a gòtic que no es reprèn aquesta pràctica, que arribés fins als nostres temps.
A partir del segle xix es va desenvolupar la màquina de tallat pla. Aquestes màquines van permetre aconseguir una millora en el tall de les xapes, es va aconseguir obtenir grossors de xapes variats, segons la fulla aplicada. Aquesta màquina consta d'una taula o bastidor on es col·loca la peça de fusta i un porta fulles, aquestes fulles poden estar fixes o ser mòbils. Aquesta màquina va permetre aconseguir diferents vetejats de les xapes. Amb aquesta màquina aconseguim dos tipus de tall, el radial i el tangencial. Aquestes xapes han de passar per un període d'assecat. Paral·lelament trobem actualment una màquina que permet tallar fustes toves, mitjançant un tron giratori. El grossor de la xapa el dona la distància entre el tros de fusta i la fulla. Amb aquest tipus de tall aconseguim un tipus de xapa amb un vetejat en forma d'aigües. Segons el tipus de fusta i el tipus de tall podem aconseguir diferents tipus de vetejats.

### Altres materials que es poden utilitzà a la marqueteria
La marqueteria podem trobar altres tipus de materials incrustats, com són: l'os, ivor, el carei, nacre, banya, metalls (llautó, estany, coure, or), pedres dures (cristall de roca, marbre, quars, entre d'altres.
Les xapes utilitzades a la marqueteria també poden ser tenyides, pintades, daurades.

### Coles
Tradicionalment s'utilitzaven coles d'origen animal, en l'actualitat s'han substituït per les sintètiques.
Les coles més utilitzades eren les coles fortes, que provenien d'ossos d'animals. Una altra cola utilitzada era la de peix.
Aquestes coles animals han d'utilitzar-se en calent, per això són preparades al bany maria.

### Acabats tradicionals

#### Vernís
El vernís més utilitzat tradicionalment era la goma-laca, aquesta era diluïda l'alcohol i aplicada amb monyeca.
El vernís ressaltava el vetejat i la textura de la xapa.

#### Cera
Tradicionalment s'aplicava una capa de cera d'abella o de carnauba per ressaltar i donar brillantor a la fusta.

### Acabats moderns
Actualment les fustes és envernissant amb vernissos cel·lulòsics poliuretans, aquests vernissos moderns donen un aspecte plàstic.